# Sergentomyia rhodesiensis
Sergentomyia rhodesiensis är en tvåvingeart som först beskrevs av Meillon och Hardy 1953.  Sergentomyia rhodesiensis ingår i släktet Sergentomyia och familjen fjärilsmyggor.
Artens utbredningsområde är Zimbabwe. Inga underarter finns listade i Catalogue of Life.